# آماسامان
اماسامان (به لاتین: Amasaman) یک منطقهٔ مسکونی در غنا است که در منطقه آکرای بزرگ واقع شده‌است.

## خصوصیات
اماسامان ۶۱ متر بالاتر از سطح دریا واقع شده‌است.